# Smolenice
Smolenice este o comună slovacă, aflată în districtul Trnava din regiunea Trnava. Localitatea se află la altitudinea de 224 m deasupra n.m., se întinde pe o suprafață de 28,97 km2 și în 2017 număra 3.383 de locuitori. Se învecinează cu comuna Lošonec.

## Istoric
Localitatea Smolenice este atestată documentar din 1256.

## Demografie
| An:                | 1994 | 2004   | 2014   | 2024   |
| ------------------ | ---- | ------ | ------ | ------ |
| Număr de persoane: | 3211 | 3235   | 3358   | 3228   |
| Diferență:         |      | +0,74% | +3,80% | −3,87% |

| An:                | 2023 | 2024   |
| ------------------ | ---- | ------ |
| Număr de persoane: | 3242 | 3228   |
| Diferență:         |      | −0,43% |

## Personalități
- Erzsébet Czobor (1572 - 1626), baroneasă, soție a nobilului György Thurzó;
- Štefan Banič (1870 - 1941), inventator slovac